# William Moseley
William Peter Moseley (Gloucestershire, 27 de abril de 1987) é um ator britânico, mais conhecido por interpretar Pedro Pevensie nos filmes da série As Crónicas de Nárnia. Em 2002 fez um pequeno papel como Forrester na adaptação do romance Adeus, Mr. Chips, e tinha aparecido num extra em Cider with Rosie de 1998.
Friend Request 2016

## Biografia
Moseley nasceu em Gloucestershire, Inglaterra, filho de Julie e Peter Moseley. William tem dois irmãos mais novos, Benjamin (nascido em 1992) e Daisy (nascida em 1989). Moseley frequentou a Sheepscombe Primary School de setembro de 1991 a julho de 1998, e em seguida, continuou seus estudos na Marling Grammar School. Desde os dez anos de idade queria ser ator. Aos sete anos de idade, costumava ouvir as fitas de áudio de As Crónicas de Nárnia. Ele leu os livros, oito anos depois, em preparação para seu papel como Pedro Pevensie na adaptação cinematográfica de As Crónicas de Nárnia: O Leão, a Feiticeira e o Guarda-Roupa de 2005. William acabou tendo que repetir um ano escolar, por conta das gravações do filme. A diretora de elenco, Pippa Hall foi a responsável por integrar William num extra, quando ela preenchia papéis para Cider with Rosie de 1998. Sete anos mais tarde, quando preparava o elenco para As Crónicas de Nárnia: O Leão, a Feiticeira e o Guarda-Roupa, lembrou-se de William e o recomendou para o papel de Pedro Pevensie.
Desde o primeiro dia de audições para o papel de Pedro Pevensie passaram-se dezoito meses antes de oficialmente William ganhar o papel e entrar para o elenco. 
Por sua atuação no filme As Crónicas de Nárnia: O Leão, a Feiticeira e o Guarda-Roupa, Moseley recebeu nomeações para os prêmios Saturn Awards e Young Artist Awards, ambos de 2006. O êxito do primeiro filme permitiu uma continuação, As Crónicas de Nárnia: Príncipe Caspian de 2008, onde também recebeu prêmios como o Nickelodeon Kids' Choice Awards na categoria de Melhor Ator, ganhando de Rupert Grint e Daniel Radcliffe, ambos de Harry Potter, Teen Choice Awards, Saturn Awards e também Young Artist Awards. O terceiro filme da série, As Crónicas de Nárnia: A Viagem do Peregrino da Alvorada, foi lançado no dia 10 de dezembro de 2010.
William também fez a série "The Royals" no E! Entertainment Television, interpretando o príncipe Liam.

## Filmografia
| Ano           | Título                                                       | Papel                     | Notas                         |
| ------------- | ------------------------------------------------------------ | ------------------------- | ----------------------------- |
| 1998          | Cider with Rosie                                             | Extra (não creditado)     | Telefilme                     |
| 2002          | Adeus, Mr. Chips                                             | Forrester (não creditado) | Telefilme                     |
| 2005          | As Crónicas de Nárnia: O Leão, a Feiticeira e o Guarda-Roupa | Pedro Pevensie            |                               |
| 2008          | As Crónicas de Nárnia: Príncipe Caspian                      | Pedro Pevensie            |                               |
| 2010          | As Crónicas de Nárnia: A Viagem do Peregrino da Alvorada     | Pedro Pevensie            | Pequena participação          |
| 2011          | Don Cheadle Is Captain Planet                                |                           | curta-metragem                |
| 2012          | A Seleção                                                    | Maxon                     | Série, Piloto, não foi ao ar  |
| 2012          | Perception                                                   | Karl                      | Série, episódio "Kilimanjaro" |
| 2012          | Partition                                                    | Cameron Ainsworth         | curta-metragem                |
| 2013          | Run                                                          | Daniel Lombardi           |                               |
| 2013          | The Silent Mountain                                          | Anderl Gruber             |                               |
| 2013          | Não grite                                                    | Luiz Reed                 | pós-produção                  |
| 2015-Presente | The Royals (Série)                                           | Príncipe Liam             | Elenco Principal              |
| 2016 -        | Friend Request                                               | Tyler                     |                               |
| 2018          | A Pequena Sereia                                             | Cam                       | Elenco Principal              |

## Prêmios e Indicações
| Prêmios | Prêmios   | Prêmios             | Prêmios                                                               | Prêmios                                                      |
| Ano     | Resultado | Premiação           | Categoria                                                             | Título                                                       |
| ------- | --------- | ------------------- | --------------------------------------------------------------------- | ------------------------------------------------------------ |
| 2006    | Nomeado   | Young Artist Awards | Melhor Performance em Filme (Comédia ou Drama) - Ator Jovem Principal | As Crónicas de Nárnia: O Leão, a Feiticeira e o Guarda-Roupa |
| 2006    | Venceu    | CAMIE Awards        | Melhor Elenco Jovem                                                   | As Crónicas de Nárnia: O Leão, a Feiticeira e o Guarda-Roupa |
| 2006    | Nomeado   | Saturn Awards       | Melhor Performance de Jovem Ator                                      | As Crónicas de Nárnia: O Leão, a Feiticeira e o Guarda-Roupa |
| 2009    | Nomeado   | Young Artist Awards | Melhor Performance em Filme                                           | As Crónicas de Nárnia: Príncipe Caspian                      |